# 프레더릭 라우

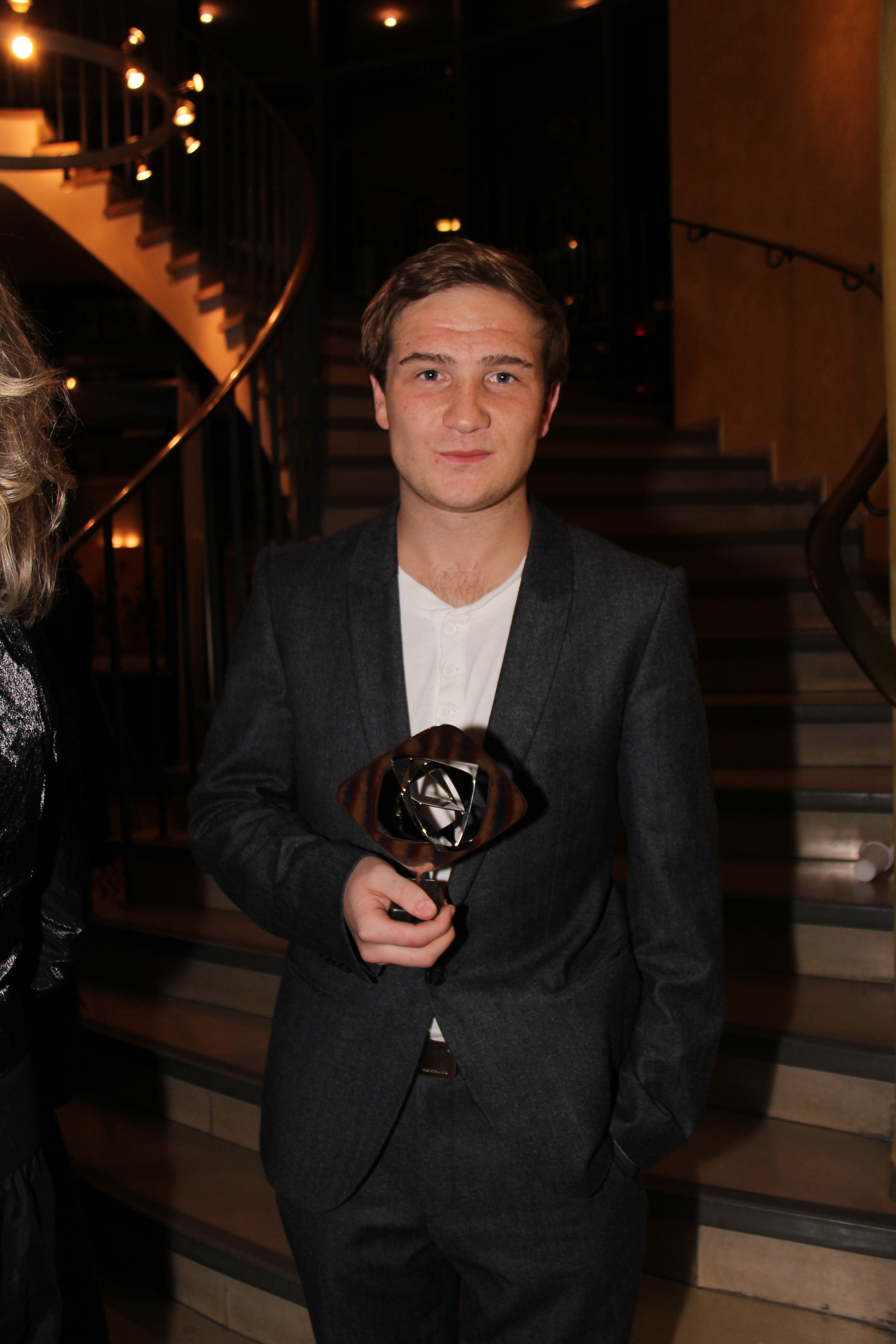

프레데리크 라우(Frederick Lau, 1989년 8월 17일 ~ )는 독일의 영화배우, 텔레비전 배우이다.

## 영화
- 나이트라이프 (2020년)
- 플레이 메이커 (2018년)
- 블라인드 (2018년)
- 구틀란트 (2017년)
- 마이 브라더 심플 (2017년)
- 더 캡틴 (2017년) - 키핀스키 역
- 텍스트 포 유 (2016년)
- 하트 오브 스톤 (2016년)
- 펑크 (2015년)
- 아웃사이드 더 박스 (2015년)
- 빅토리아 (2015년) - 쏜 역
- 오픈 더 월 (2014년)
- 더 킹즈 서렌더 (2014년)
- 자인 렛체스 렌넨 (2013년)
- 우마 (2013년)
- 고 웨스트 (2011년) - 알렉스 역
- 픽코 (2010년)
- 당신이 보지 못하는 것 (2009년)
- 인벤션 오브 더 커리드 소세지 (2008년)
- 디 벨레 (2008년)
- 카운테스 (2008년)
- 프라이쉬위머 (2007년)
- 장벽 - 베를린 61년 (2006년)
- 하늘을 나는 교실 (2002년)